# Himno Nacional
Himno Nacional is sinds 1828 het volkslied van Chili.  

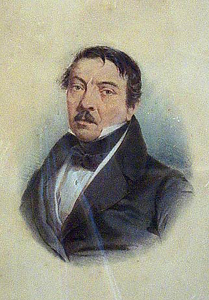
Ramon Carnicer, componist van het volkslied

Spaans:
Puro chile es tu cielo azulado
puras bisas te cruzan tambien
y tu campo de flores bordado
es la copia feliz del eden
majestuosa es la blanca montana
que te dio por baluarte el senor
que te dio por baluarte el senor
y ese mar que tranquilo te bana
te promete futuro esplendor
y ese mar que tranquilo te bana
te promete futuro esplendor
Dulce patria recibe los votos
con que chile en tus aras juro
que o la tumba seras de los libres
o el asilo contra la opresion
que o la tumba seras de los libres
o el asilo contra la opresion
o el asilo contra la opresion
o el asilo contra la opresion
Nederlands
Chili met je blauwe lucht
pure winden die over je waaien
en je veld versierd met bloemen
is een mooie kopie van eden
majestueuze met sneeuw bedekte bergen
die door god als een geschenk zijn gegeven
die door god als een geschenk zijn gegeven
en de zee die je reinigt
die je een gunstige toekomst zal geven
en de zee die reinigt
die je een gunstige toekomst zal geven
Prachtig vaderland, ontvang de stemmen
waarmee Chili in je hart zwoer
dat of het graf zal je van de vrije zijn
of het asiel tegen onderdrukking
dat of het graf zal je van de vrije zijn
of het asiel tegen onderdrukking
dat of het graf zal je van de vrije zijn
of het asiel tegen onderdrukking
of het asiel tegen onderdrukking
of het asiel tegen onderdrukking